# 27 stycznia
27 stycznia jest 27. dniem w kalendarzu gregoriańskim. Do końca roku pozostało 338 (w latach przestępnych 339) dni.

## Święta
- Imieniny obchodzą: Adalruna, Alruna, Chryzostom, Dacjusz, Datyw, Elwira, Henryk, Jan, Jerzy, Julian, Karolina, Leander, Leandra, Natalis, Ninomysł, Przemysław, Przybysław, Przybyrad, Rozalia, Teodoryk i Witalian.
- Międzynarodowe – Międzynarodowy Dzień Pamięci o Ofiarach Holokaustu (ustanowione w 2005 przez Zgromadzenie Ogólne ONZ)
- Wspomnienia i święta w Kościele katolickim[1][2] obchodzą:
  - św. Henryk de Ossó Cervelló (prezbiter)
  - bł. Jerzy Matulewicz (biskup)
  - bł. Maria od Jezusa Santocanale (zakonnica)
  - bł. Paweł Józef Nardini (prezbiter)
  - św. Witalian (papież)

## Wydarzenia w Polsce
- 1506 – W krakowskiej drukarni Jana Hallera wydrukowano tzw. Statut Łaskiego, zawierający spis wszystkich statutów i przywilejów obowiązujących w Królestwie Polskim. Była to pierwsza w Polsce publikacja urzędowa wydana drukiem (ok. 150 egzemplarzy).
- 1527 – Wojska litewskie pod wodzą księcia Konstantego Iwanowicza Ostrogskiego odniosły wielkie zwycięstwo w bitwie pod Olszanicą, zabijając 40 tys. Tatarów i uwalniając 80 tys. wziętych w jasyr.
- 1709 – Podczas realizowania ugody altransztadzkiej, zawartej 1 września 1707 roku w pałacu w Altranstädt (Saksonia) pomiędzy luterańskim królem Szwecji Karolem XII a katolickim cesarzem Józefem I Habsburgiem, została zawarta we Wrocławiu dodatkowa umowa, zwana „recesem egzekucyjnym”, na mocy której zostały wznowione konsystorze ewangelickie w Legnicy, Brzegu i Wołowie, a ich działalność (jak i działalność już istniejących konsystorzów w Oleśnicy i we Wrocławiu) została prawnie uregulowana. W recesie egzekucyjnym zezwolono także na wybudowanie kolejnych sześciu tzw. kościołów łaski w Żaganiu, Kożuchowie, Jeleniej Górze, Kamiennej Górze, Miliczu i Cieszynie. Ponadto, wybudowane na mocy postanowień pokoju westfalskiego z 1648 roku Kościoły Pokoju mogły zostać wyposażone w dzwony i wieże.
- 1792 – Sejm Czteroletni przyjął ustawę odbierającą buławy hetmańskie przywódcom konfederacji targowickiej Stanisławowi Szczęsnemu Potockiemu i Sewerynowi Rzewuskiemu.
- 1793 – II rozbiór Polski: w Kargowej na ziemi lubuskiej polska kompania piechoty obsadziła ratusz i otworzyła ogień do wkraczającego do miasta batalionu pruskiego, przeciwstawiając się zajmowaniu przez Prusaków ziem polskich.
- 1905 – Wybuchł strajk w Warszawie, początek strajku powszechnego w Królestwie Polskim.
- 1907 – Spłonął ratusz miejski w Karlinie.
- 1918 – Powstało Polskie Towarzystwo Geograficzne.
- 1921 – Polska uznała niepodległość Łotwy.
- 1945 – II wojna światowa:
  - Armia Czerwona wyzwoliła obóz koncentracyjny Auschwitz-Birkenau oraz zdobyła miasta: Andrychów, Będzin, Brzeszcze, Bydgoszcz, Bytom, Chełmno, Czeladź, Katowice, Kętrzyn, Mrągowo, Nowy Tomyśl, Oświęcim, Piekary Śląskie, Ryn, Sosnowiec, Świętochłowice, Trzcianka i Zbąszyń.
  - Rozpoczęła się bitwa żorska.
  - Żołnierze radzieccy dokonali zbrodni w Przyszowicach i Miechowicach na Górnym Śląsku.
- 1953 – Ogłoszono wyroki w procesie księży kurii krakowskiej.
- 1957 – Odbyło się pierwsze losowanie Toto-Lotka.
- 1972 – Premiera filmu Perła w koronie w reżyserii Kazimierza Kutza.
- 1989:
  - Odbyło się rządowo-opozycyjne spotkanie w Magdalence.
  - W Warszawie odbył się festiwal rockowy Letnia zadyma w środku zimy, będący debiutem organizatorskim Jerzego Owsiaka.
- 1990 – Rozpoczął się ostatni zjazd PZPR.
- 1994 – Polsat otrzymał koncesję na ogólnopolską telewizję komercyjną.
- 2003 – TVN rozpoczęła emisję serialu obyczajowego Na Wspólnej.
- 2004 – Rząd Leszka Millera przyjął tak zwany plan Hausnera.
- 2005 – Odbyły się uroczystości upamiętniające 60. rocznicę wyzwolenia przez Armię Czerwoną niemieckiego obozu koncentracyjnego Auschwitz-Birkenau. Przybyło 40 delegacji rządowych i głów państw.
- 2008 – W wyniku przejścia nad Polską orkanu Paula zginęła jedna osoba, a kilka zostało rannych.
- 2012 – Na antenie TVP1 został wyemitowany ostatni (1829.) odcinek serialu Plebania.

## Wydarzenia na świecie

Godło księcia Walii z dewizą Ich dien (niem. służę)

- 98 – Trajan został cesarzem rzymskim.
- 447 – W wyniku trzęsienia ziemi w zagrożonym inwazją Hunów pod wodzą Attyli Konstantynopolu poważnym uszkodzeniom uległy mury obronne.
- 1073 – Wybuch Wezuwiusza.
- 1080 – Miała miejsce nierozstrzygnięta bitwa pod Flarchheim, stoczona między siłami króla niemieckiego Henryka IV Salickiego, wspieranego przez księcia czeskiego Wratysława II, a wojskami księcia Szwabii i antykróla Rudolfa.
- 1163 – Stefan IV został koronowany na króla Węgier i Chorwacji.
- 1186 – Przyszły cesarz Niemiec Henryk VI Hohenstauf ożenił się w Mediolanie z 12 lat od niego starszą królewną sycylijską Konstancją, córką króla Rogera II.

- 1204 – (lub 25 stycznia) Mikołaj Kanabos został wybrany przez Senat, kapłanów i lud Konstantynopola na cesarza bizantyńskiego, jednak odmówił przyjęcia wyboru.
- 1302 – Dante Alighieri został skazany na wygnanie z Florencji.
- 1306 – Założono uniwersytet we francuskim Orleanie.
- 1343 – Papież Klemens VI ogłosił rok 1350 rokiem jubileuszowym. Na prośbę delegacji Rzymian papież wyraził zgodę by rok jubileuszowy był obchodzony nie co 100 lat, jak chciał Bonifacy VIII, ale co 50.
- 1451 – Podpisano traktat pokojowy kończący wojnę domową w Saksonii.
- 1518 – Papież Leon X erygował diecezję jukatańską w Meksyku.
- 1573 – Lagos w Portugalii otrzymało prawa miejskie.
- 1606 – W Londynie rozpoczął się proces ośmiu uczestników zakończonego fiaskiem tzw. spisku prochowego, mającego na celu zamordowanie króla Anglii i Szkocji Jakuba I Stuarta.
- 1638 – Zawaliła się południowa wieża katedry Świętego Piotra w Bremie, w wyniku czego zginęło 8 osób.
- 1649 – Po tygodniowym procesie przed tzw. Parlamentem Kadłubowym wydano wyrok śmierci na króla Anglii i Szkocji Karola I Stuarta.
- 1763 – Stolicę portugalskiej Brazylii przeniesiono z Salvadoru do Rio de Janeiro.
- 1778 – W Paryżu odbyła się premiera opery Roland z muzyką Niccolò Piccinniego i librettem Jean-François Marmontela.
- 1785 – Uchwalono statut Uniwersytetu Georgii.
- 1803 – Pierwsza część polskich legionistów wypłynęła z Genui na ogarnięte antyfrancuską rewolucją Haiti.
- 1809 – Wojna na Półwyspie Iberyjskim: wojska francusko-polskie rozpoczęły decydujący szturm na oblężoną Saragossę.
- 1813 – W Teatro San Moisè w Wenecji odbyła się premiera opery buffa Signor Bruschino z muzyką Gioacchino Rossiniego i librettem Giuseppego Marii Foppy.
- 1849 – W Teatro Argentina w Rzymie odbyła się premiera opery Bitwa pod Legnano z muzyką Giuseppe Verdiego i librettem Salvadore Cammarano.
- 1868 – Wojna boshin: rozpoczęła się bitwa pod Toba-Fushimi.
- 1869 – Wojna boshin: na wyspie Hokkaido zwolennicy rodu Tokugawów utworzyli separatystyczną Republikę Ezo.
- 1888 – W Stanach Zjednoczonych założono National Geographic Society.
- 1906 – W stoczni w Glasgow zwodowano statek pasażerski „Empress of Ireland”.
- 1908 – Brytyjski astronom pochodzenia belgijskiego Philibert Jacques Melotte odkrył Pazyfae, jednego z księżyców Jowisza.
- 1917 – Prezydent Kostaryki Alfredo González został obalony przez gen. Federico Tinoco Granadosa, który zajął jego miejsce.
- 1918 – W Finlandii wybuchła wojna domowa.
- 1924 – W Moskwie odbył się pogrzeb Włodzimierza Lenina.
- 1925:
  - Na Alasce rozpoczął się tzw. Wielki Wyścig Miłosierdzia z użyciem psich zaprzęgów, którego celem było dostarczenie surowicy przeciw błonicy z Nenany do odciętego od świata miasta Nome, gdzie wybuchła epidemia tej choroby.
  - We Florencji podpisano albańsko-grecką umowę graniczną.
- 1926 – John Logie Baird zaprezentował w Londynie swój nowy wynalazek, nazwany telewizorem.
- 1931 – Pierre Laval został premierem Francji.
- 1938:
  - Nikita Chruszczow został p.o. I sekretarza Komunistycznej Partii Ukrainy.
  - Z powodu zatoru lodowego na rzece Niagara zawalił się Honeymonn Bridge łączący miasta Niagara Falls w USA z Niagara Falls w Kanadzie.
- 1939 – Dokonano oblotu amerykańskiego myśliwca dalekiego zasięgu Lockheed P-38 Lightning.
- 1942 – Wojna na Pacyfiku: amerykański okręt podwodny USS „Gudgeon” storpedował i zatopił japońską jednostkę tej samej klasy I-73 wraz z całą, 70-osobową załogą.
- 1943:
  - Amerykańskie lotnictwo dokonało swego pierwszego nalotu na Niemcy (port Wilhelmshaven).
  - Gen. Władysław Sikorski powołał Pomocniczą Morską Służbę Kobiet.
- 1944 – Armia Czerwona przełamała trwającą 900 dni niemiecką blokadę Leningradu.
- 1945:
  - Armia Czerwona zajęła Kłajpedę na Litwie.
  - Bitwa o Atlantyk: w Kanale Świętego Jerzego został zatopiony przez brytyjskie okręty bombami głębinowymi niemiecki okręt podwodny U-1172 wraz z całą, 52-osobową załogą.
  - Została odblokowana tzw. Droga Birmańska łącząca pozycje zajmowane przez wojska alianckie i chińskie.
- 1947 – Premierzy Clement Attlee i Aung San podpisali w Londynie układ, na mocy którego Birma miała uzyskać niepodległość w ciągu następnego roku.
- 1950 – W Londynie założono Polskie Towarzystwo Naukowe na Obczyźnie.
- 1951 – Przeprowadzono pierwszy próbny wybuch jądrowy na Poligonie Nevada.
- 1952 – Ali Mahir został po raz trzeci premierem Egiptu.
- 1955:
  - Egipski sąd skazał na karę śmierci przez powieszenie dwóch agentów izraelskich Mosze Marzouka i Szmuela Azara oraz na kary wieloletniego więzienia pozostałych agentów izraelskich, aresztowanych po nieudanej operacji „Susannah”.
  - Założono Ariana Afghan Airlines.
- 1959 – Dokonano oblotu amerykańskiego samolotu pasażerskiego Convair 880.
- 1961 – W katastrofie radzieckiego okrętu podwodnego S-80 o napędzie dieslowskim na Morzu Barentsa zginęło 86 osób.
- 1964 – Francja i Chiny nawiązały stosunki dyplomatyczne.
- 1966 – Papież Paweł VI kanonizował Adelajdę z Vilich.
- 1967:
  - Astronauci Roger Chaffee, Virgil Grissom i Edward H. White zginęli w pożarze podczas testu przedstartowego statku kosmicznego Apollo 1.
  - Podpisano Traktat o przestrzeni kosmicznej uznający kosmiczne zasoby za wspólne dziedzictwo ludzkości.
  - Włoski piosenkarz Luigi Tenco popełnił samobójstwo po porażce jego utworu w głosowaniu telewidzów na festiwalu piosenki krajowej w San Remo.
- 1968 – W Zatoce Lwiej na Morzu Śródziemnym zatonął francuski okręt podwodny „Minerve” z 52-osobową załogą na pokładzie. Jego wrak zlokalizowano dopiero w 2019 roku.
- 1969 – Podczas publicznej egzekucji w Bagdadzie powieszono 14 osób (9 Żydów, 3 muzułmanów i 2 chrześcijan), skazanych na śmierć za szpiegostwo na rzecz Izraela.
- 1973 – W Paryżu podpisano porozumienie w sprawie zakończenia wojny wietnamskiej. USA zobowiązały się do wycofania w terminie 60 dni wszystkich swoich sił z Wietnamu, Laosu i Kambodży, a Wietnamczycy do zwolnienia wszystkich amerykańskich jeńców wojennych.
- 1974 – 16 osób zginęło w wyniku powodzi w australijskim Brisbane.
- 1980 – Otwarto granicę egipsko-izraelską.
- 1982:
  - Mauno Koivisto został prezydentem Finlandii.
  - Roberto Suazo Córdova został prezydentem Hondurasu.
- 1983 – Nastąpiło połączenie obu odcinków budowy kolejowego Tunelu Seikan, łączącego japońskie wyspy Honsiu i Hokkaido.
- 1984:
  - Amerykanin Carl Lewis ustanowił w Nowym Jorku halowy rekord świata w skoku w dal (8,79 m).
  - Podczas kręcenia spotu reklamowego dla Pepsi Coli zapaliły się włosy Michaela Jacksona.
- 1986 – José Azcona del Hoyo został prezydentem Hondurasu.
- 1990 – Rafael Leonardo Callejas został prezydentem Hondurasu.
- 1991 – Kiro Gligorow został pierwszym prezydentem Macedonii.
- 1993 – Premiera francuskiej komedii filmowej Goście, goście w reżyserii Jeana-Marie Poiré.
- 1994 – Carlos Roberto Reina został prezydentem Hondurasu.
- 1996:
  - Francja przeprowadziła ostatni próbny wybuch jądrowy na Pacyfiku.
  - W wojskowym zamachu stanu został obalony prezydent Nigru Mahamane Ousmane. Jego następcą został Ibrahim Baré Maïnassara.
- 1997 – Asłan Maschadow wygrał wybory prezydenckie w Czeczenii.
- 1998 – Carlos Roberto Flores został prezydentem Hondurasu.
- 2000 – Ivica Račan został premierem Chorwacji.
- 2002:
  - Ponad 1000 osób zginęło w wyniku eksplozji składu broni w nigeryjskim Lagos.
  - Ricardo Maduro został prezydentem Hondurasu.
- 2006 – Manuel Zelaya został prezydentem Hondurasu.
- 2007 – 15 osób zginęło, a ponad 30 zostało rannych w samobójczym zamachu bombowym przed szyickim meczetem w pakistańskim Peszawarze.
- 2008 – Książę Walii Karol w wieku 59 lat i 74 dni stał się najstarszym następcą tronu w historii brytyjskiej monarchii. Pobił tym samym „rekord” ustanowiony przez swego prapradziadka Edwarda VII, syna królowej Wiktorii.
- 2009 – Cyryl I został wybrany Patriarchą Moskwy i Wszechrusi.
- 2010:
  - Avatar w reżyserii Jamesa Camerona stał się najbardziej dochodowym filmem w historii kina.
  - Porfirio Lobo Sosa objął stanowisko prezydenta Hondurasu, kończąc tym samym kryzys polityczny w kraju.
  - W San Francisco Apple Inc. zaprezentowało iPada.
- 2011 – W Jemenie wybuchło powstanie przeciwko złej sytuacji materialnej, bezrobociu, korupcji, ograniczaniu swobód obywatelskich i długoletnim rządom prezydenta Alego Abdullaha Saliha.
- 2013 – 242 osoby zginęły, a 116 zostało rannych w pożarze klubu nocnego w brazylijskim mieście Santa Maria.
- 2014:
  - Juan Orlando Hernández został prezydentem Hondurasu.
  - Zgromadzenie Konstytucyjne uchwaliło nową konstytucję Tunezji.
- 2015 – Bojownicy Państwa Islamskiego zburzyli starożytne mury obronne okalające Niniwę w północnym Iraku.
- 2016:
  - Po 4,5 roku od podziału kraju otwarto granicę sudańsko-południowosudańską.
  - W ramach obchodów Międzynarodowego Dnia Pamięci o Ofiarach Holokaustu zostali pośmiertnie uhonorowani medalem Sprawiedliwy wśród Narodów Świata: Roddie Edmonds, Lois Gunden oraz Maryla i Walery Zbijewscy[3]
- 2017 – Ognjan Gerdżikow został tymczasowym premierem Bułgarii.
- 2018:
  - 103 osoby zginęły, a 235 zostało rannych w wyniku eksplozji samochodu-pułapki w centrum stolicy Afganistanu, Kabulu.
  - Denis Urubko, Adam Bielecki, Piotr Tomala i Jarosław Botor przerwali zimową wyprawę na K2 w Karakorum aby wziąć udział w akcji ratowniczej na Nanga Parbat w Himalajach, której celem była pomoc schodzącym ze szczytu Francuzce Élisabeth Revol i Tomaszowi Mackiewiczowi. Bielecki i Urubko, wspinając się w godzinach nocnych, dotarli do Revol i sprowadzili ją do obozu, a następnie z pomocą Botora i Tomali niżej do helikoptera (dojście do Mackiewicza, z uwagi na ekstremalne warunki pogodowe, nie było możliwe).
  - Miloš Zeman wygrał po raz drugi wybory prezydenckie w Czechach, pokonując w drugiej turze Jiříego Drahoša.
- 2019:
  - 20 osób zginęło, a 102 zostały ranne w wyniku dwóch zamachów bombowych na kościół w mieście Jolo na Filipinach.
  - Msza odprawiona pod przewodnictwem papieża Franciszka, w której uczestniczyło ok. 700 tys. osób, zakończyła 34. Światowe Dni Młodzieży, odbywające się w mieście Panama.
- 2022 – Xiomara Castro objęła urząd prezydenta Hondurasu.

## Urodzili się
- 1242 – Małgorzata Węgierska, węgierska królewna, dominikanka, święta (zm. 1271)
- 1443 – Albrecht Odważny, książę Saksonii (zm. 1500)
- 1514 – Bernardino Maffei, włoski duchowny katolicki, biskup Massy Marittimy, arcybiskup Chieti, kardynał (zm. 1553)
- 1546 – Joachim Fryderyk Hohenzollern, elektor Brandenburgii (zm. 1608)
- 1571 – Abbas I Wielki, szach Persji (zm. 1629)
- 1585 – Hendrick Avercamp, holenderski malarz (zm. 1634)
- 1600 – (lub 28 stycznia) Klemens IX, papież (zm. 1669)
- 1615 – Nicolas Fouquet, francuski arystokrata, prokurator generalny parlamentu paryskiego, nadintendent finansów (zm. 1680)
- 1621:
  - Andrzej Olszowski, polski duchowny katolicki, biskup chełmiński, arcybiskup metropolita gnieźnieński i prymas Polski, podkanclerzy koronny, mówca, pisarz polityczny (zm. 1677)
  - Thomas Willis, angielski lekarz, anatom (zm. 1675)
- 1630 – (data chrztu) Job Adriaenszoon Berckheyde, holenderski malarz (zm. 1693)
- 1662 – Richard Bentley, angielski filolog klasyczny, krytyk literacki, teolog (zm. 1742)
- 1663 – George Byng, brytyjski arystokrata, admirał (zm. 1733)
- 1679 – Jean-François de Troy, francuski malarz, twórca tapiserii (zm. 1752)
- 1687 – Johann Balthasar Neumann, niemiecki inżynier, architekt (zm. 1753)
- 1691 – Krystian Ulryk Wirtemberski, książę oleśnicki (zm. 1734)
- 1701 – Johann Nikolaus von Hontheim, niemiecki duchowny katolicki, biskup Trewiru, historyk (zm. 1790)
- 1732 – Antoni Barnaba Jabłonowski, polski szlachcic, polityk (zm. 1799)
- 1733 – Joseph Adam von Arco, austriacki duchowny katolicki, biskup pomocniczy pasawski, biskup hradecki, książę biskup Seckau (zm. 1802)
- 1736 – Arseniusz (Wierieszczagin), rosyjski biskup prawosławny (zm. 1799)
- 1741 – Hester Lynch Piozzi, brytyjska pisarka (zm. 1821)
- 1756 – Wolfgang Amadeus Mozart, austriacki kompozytor, wirtuoz gry na instrumentach klawiszowych (zm. 1791)
- 1759 – Franz Kaspar Hesselbach, niemiecki anatom, chirurg (zm. 1816)
- 1775 – Friedrich Wilhelm Joseph von Schelling, niemiecki filozof, wykładowca akademicki (zm. 1854)
- 1790:
  - William Evans, brytyjski szachista, kapitan marynarki wojennej (zm. 1872)
  - Petro Hułak-Artemowski, ukraiński uczony, poeta (zm. 1865)
- 1794 – Marie-Rosalie Cadron-Jetté, kanadyjska zakonnica, Służebnica Boża (zm. 1864)
- 1801 – Laurent-Charles Maréchal, francuski malarz, witrażysta (zm. 1887)
- 1804 – William W. Major, brytyjski malarz, działacz mormoński (zm. 1854)
- 1805:
  - Samuel Palmer, brytyjski malarz, grafik, pisarz (zm. 1881)
  - Maria Anna Wittelsbach, księżniczka bawarska, królowa Saksonii (zm. 1877)
  - Zofia Wittelsbach, księżniczka bawarska, arcyksiężna austriacka (zm. 1872)
- 1806:
  - Juan Crisóstomo Arriaga, hiszpański kompozytor (zm. 1826)
  - Julius Hübner, niemiecki malarz (zm. 1882)
- 1808:
  - Enea Sbarretti, włoski kardynał, wysoki urzędnik Kurii Rzymskiej (zm. 1884)
  - David Friedrich Strauss, niemiecki pisarz, filozof, teolog, wykładowca akademicki (zm. 1874)
- 1809:
  - Juliusz Grużewski, polski ziemianin, uczestnik powstania listopadowego, emigrant (zm. 1865)
  - Walenty Wierzycki, polski ziemianin, działacz samorządowy, społeczny i niepodległościowy (zm. 1871)
- 1810 – Jan Dąbrowski, polski duchowny katolicki, działacz narodowy, pedagog (zm. 1887)
- 1812 – Heinrich Adamy, niemiecki geograf, pedagog (zm. 1897)
- 1814:
  - Giovanni Prati, włoski poeta, polityk (zm. 1884)
  - Eugène Viollet-le-Duc, francuski architekt, historyk sztuki, konserwator zabytków (zm. 1879)
- 1818 – Jan Chryzostom Janiszewski, polski duchowny katolicki, biskup pomocniczy poznański, działacz patriotyczny, polityk (zm. 1891)
- 1819 – Charles Alexandre Crauk, francuski malarz (zm. 1905)
- 1823 – Édouard Lalo, francuski kompozytor (zm. 1892)
- 1824 – Jozef Israëls, holenderski malarz, grafik pochodzenia żydowskiego (zm. 1911)
- 1826:
  - Carlos de Haes, hiszpański malarz pochodzenia belgijskiego (zm. 1898)
  - Michaił Sałtykow-Szczedrin, rosyjski pisarz, satyryk, publicysta (zm. 1889)
  - Richard Taylor, amerykański plantator, polityk, historyk wojskowości, konfederacki generał porucznik (zm. 1879)
  - Aleksander Walicki, polski publicysta, literat, księgarz, bibliotekarz (zm. 1893)
- 1829:
  - Ján Botto, słowacki poeta (zm. 1881)
  - Isaac Roberts, brytyjski astronom (zm. 1904)
- 1830 – Georg Hellmesberger Jr., austriacki skrzypek, dyrygent, kompozytor (zm. 1852)
- 1832:
  - Lewis Carroll, brytyjski pisarz, matematyk (zm. 1898)
  - Arthur Hughes, brytyjski malarz, ilustrator (zm. 1915)
- 1836 – Leopold von Sacher-Masoch, austriacki pisarz (zm. 1895)
- 1839:
  - John Charles Black, amerykański wojskowy, polityk (zm. 1915)
  - Nikołaj Bobrikow, rosyjski wojskowy, polityk, generał-gubernator Wielkiego Księstwa Finlandii (zm. 1904)
  - Pawło Czubynski, ukraiński poeta, folklorysta, etnograf (zm. 1884)
- 1841 – Archip Kuindży, rosyjski malarz pochodzenia greckiego (zm. 1910)
- 1842 – Karl Dziatzko, niemiecki filolog klasyczny, bibliolog (zm. 1903)
- 1847 – Ella Maria Dietz Clymer, amerykańska aktorka, poetka (zm. 1920)
- 1848 – Heihachirō Tōgō, japoński admirał (zm. 1934)
- 1850:
  - John Collier, brytyjski pisarz, malarz (zm. 1934)
  - Samuel Gompers, amerykański związkowiec (zm. 1924)
  - Louis-Philippe Hébert, kanadyjski rzeźbiarz (zm. 1917)
  - Edward Smith, brytyjski marynarz, kapitan „Titanica” (zm. 1912)
- 1851 – Jan Chełmiński, polski malarz (zm. 1925)
- 1852:
  - Fulgence Bienvenüe, francuski inżynier (zm. 1936)
  - Aleksandr Dogiel, rosyjski histolog, embriolog, wykładowca akademicki (zm. 1922)
- 1856:
  - Antin Horbaczewski, ukraiński adwokat, polityk, senator RP (zm. 1944)
  - Sobiesław Mieroszewski, polski hrabia, ziemianin, polityk (zm. 1899)
  - Edward Bagnall Poulton, brytyjski zoolog, biolog ewolucyjny, wykładowca akademicki (zm. 1943)
- 1857 – Friedrich Grabowsky, niemiecki biolog, speleolog, dyrektor wrocławskiego ogrodu zoologicznego pochodzenia polskiego (zm. 1929)
- 1859:
  - Wilhelm II Hohenzollern, król Prus, cesarz Niemiec (zm. 1941)
  - Pawieł Milukow, rosyjski historyk, publicysta, polityk (zm. 1943)
- 1860 – Gabriele Possanner, austriacka lekarka (zm. 1940)
- 1861:
  - Rudolf Modrzejewski, amerykański inżynier, budowniczy linii kolejowych i mostów pochodzenia polskiego (zm. 1940)
  - Constantin Prezan, rumuński dowódca wojskowy (zm. 1943)
- 1865:
  - Věnceslav Černý, czeski malarz, ilustrator (zm. 1936)
  - Ferdinand Feyerick, belgijski szpadzista (zm. 1920)
  - Huang Binhong, chiński malarz, krytyk sztuki (zm. 1955)
- 1867:
  - Jan Czeraszkiewicz, polski adwokat, nauczyciel, działacz społeczny (zm. 1924)
  - Claude Terrasse, francuski kompozytor (zm. 1923)
- 1869:
  - Billy Bassett, angielski piłkarz, działacz piłkarski (zm. 1937)
  - Irma Duczyńska, austriacka malarka pochodzenia polskiego (zm. 1932)
  - Karol Szałwiński, polski fotograf (zm. 1906)
- 1870 – Stanisław Stempowski, polski bibliotekarz, pisarz (zm. 1952)
- 1871 – Wacław Łypacewicz, polski adwokat, polityk, poseł na Sejm RP (zm. 1951)
- 1872 – Piotr Kubowicz, polski malarz, pedagog (zm. 1949)
- 1874:
  - Robert Elliott, amerykański kat (zm. 1939)
  - Kurt Mendel, niemiecki psychiatra, neurolog pochodzenia żydowskiego (zm. 1946)
- 1875:
  - Eilert Falch-Lund, norweski żeglarz sportowy (zm. 1960)
  - Gunnar Höjer, szwedzki gimnastyk (zm. 1936)
  - Jan Lutosławski, polski agronom, publicysta rolniczy, działacz społeczny (zm. 1950)
- 1878:
  - Konstantin Derjugin, rosyjski hydrobiolog, zoolog, wykładowca akademicki (zm. 1938)
  - Romuald Minkiewicz, polski biolog, wykładowca akademicki (zm. 1944)
- 1879 – Stanisław Fischer, polski nauczyciel, działacz społeczny (zm. 1967)
- 1880 – Gustaf Nyholm, szwedzki szachista (zm. 1957)
- 1881:
  - Sveinn Björnsson, islandzki polityk, prezydent Islandii (zm. 1952)
  - Piero Pirelli, włoski przemysłowiec (zm. 1956)
- 1882:
  - Karol Jastrzębski, polski duchowny katolicki (zm. 1966)
  - Henryk Weiss, polski pułkownik piechoty (zm. 1942)
- 1883:
  - Gottfried Feder, niemiecki ekonomista, wykładowca akademicki, polityk nazistowski (zm. 1941)
  - Bok de Korver, holenderski piłkarz (zm. 1957)
  - Bronisław Kuśnierz, polski prawnik, polityk, poseł na Sejm RP, minister sprawiedliwości na uchodźstwie (zm. 1966)
- 1884:
  - Francesco Cangiullo, włoski grafik, malarz, poeta (zm. 1977)
  - Kazimierz Kolbuszewski, polski historyk literatury, wykładowca akademicki (zm. 1943)
  - Julie Šupichová, czeska esperantystka, pisarka, publicystka (zm. 1970)
  - Włodzimierz Szyłkarski, polsko-niemiecko-litewski filozof, filolog klasyczny, wykładowca akademicki (zm. 1960)
  - Kazimierz Zenkteller, polski podpułkownik rezerwy piechoty, powstaniec śląski i wielkopolski (zm. 1955)
- 1885:
  - Jerome Kern, amerykański kompozytor, autor musicali (zm. 1945)
  - Eduard Künneke, niemiecki kompozytor (zm. 1953)
  - Franciszek Leja, polski matematyk, wykładowca akademicki (zm. 1979)
  - Bronisław Ziemięcki, polski polityk, samorządowiec, poseł na Sejm RP, minister pracy i opieki społecznej, prezydent Łodzi (zm. 1944)
- 1887 – Carl Blegen, amerykański archeolog (zm. 1971)
- 1888:
  - Encarnación Gil Valls, hiszpańska działaczka Akcji Katolickiej, męczennica, błogosławiona (zm. 1936)
  - Tadeusz Kossakowski, polski generał dywizji, cichociemny, inżynier (zm. 1965)
- 1889 – Balthasar Van Der Pol, holenderski inżynier, fizyk, wykładowca akademicki (zm. 1959)
- 1890:
  - Gerard de Kruijff, holenderski jeździec sportowy (zm. 1968)
  - Mauno Pekkala, fiński polityk, premier Finlandii (zm. 1952)
- 1892:
  - Zygmunt Łakiński, polski generał brygady (zm. 1961)
  - Elżbieta Franciszka Toskańska, arcyksiężniczka Austrii i Toskanii (zm. 1930)
- 1893:
  - Willy Böckl, austriacki łyżwiarz figurowy (zm. 1975)
  - Oskari Friman, fiński zapaśnik (zm. 1933)
  - Song Qingling, chińska polityk (zm. 1981)
- 1894:
  - Juan de Landa, hiszpański aktor (zm. 1968)
  - Albert Patterson, amerykański prawnik, polityk (zm. 1954)
- 1895:
  - Buddy DeSylva, amerykański kompozytor, scenarzysta i producent filmowy pochodzenia portugalskiego (zm. 1950)
  - Walenty Nowak, polski generał brygady (zm. 1979)
  - Thomas Rose, brytyjski pilot wojskowy, as myśliwski (zm. 1968)
- 1896:
  - Agustín Muñoz Grandes, hiszpański generał, polityk (zm. 1970)
  - Jan Poterała, polski policjant, działacz niepodległościowy (zm. 1940)
  - Józef Szlamka, polski chorąży, działacz niepodległościowy (zm. ?)
- 1897:
  - Karel Lamač, czeski aktor, reżyser, scenarzysta i producent filmowy (zm. 1952)
  - Richard Stokes, brytyjski polityk (zm. 1957)
  - Kurt Wüsthoff, niemiecki pilot wojskowy, as myśliwski (zm. 1926)
- 1898:
  - Robert Levasseur, francuski rugbysta (zm. 1974)
  - Erich Zepler, brytyjsko-niemiecki fizyk, kompozytor szachowy pochodzenia żydowskiego (zm. 1980)
- 1899 – Maria Gorczyńska, polska aktorka, dyrektor teatru (zm. 1959)
- 1900:
  - Hana Meličková, słowacka aktorka, pedagog (zm. 1978)
  - Józef Stachowicz, polski polonista, pedagog, organizator tajnego nauczania (zm. 1985)
  - Franciszek Wójcicki, polski prawnik, działacz ruchu ludowego, polityk, poseł na Sejm Ustawodawczy (zm. 1983)
- 1901:
  - Willy Fritsch, niemiecki aktor (zm. 1973)
  - Jan Kurnakowicz, polski aktor (zm. 1968)
- 1902:
  - Alfred Jesionowski, polski pedagog, publicysta, krytyk literacki, uczestnik podziemia antyhitlerowskiego (zm. 1945)
  - Adolf Pauk, estoński polityk komunistyczny (zm. 1941)
  - Josef Sapir, izraelski polityk (zm. 1972)
- 1903:
  - Jan Stanisław Berson, polski dziennikarz, sowietolog (zm. 1946)
  - John Carew Eccles, australijski neurofizjolog, wykładowca akademicki, laureat Nagrody Nobla (zm. 1997)
  - Luigi Figini, włoski architekt (zm. 1984)
  - Jan Karbowiak, polski działacz socjalistyczny, polityk, poseł na Sejm Ustawodawczy (zm. 1984)
  - Jules Noël, francuski lekkoatleta, dyskobol i kulomiot (zm. 1940)
  - Norbert Jan Pellowski, polski duchowny katolicki, pallotyn, męczennik (zm. 1942)
- 1904:
  - Willie McLean, amerykański piłkarz (zm. 1977)
  - Estera Tenenbaum, izraelska biolog (zm. 1963)
- 1905:
  - Stanisław Mierzwa, polski adwokat, działacz ludowy (zm. 1985)
  - Zenon Nowak, polski polityk, poseł na Sejm PRL prezes NIK, wicepremier (zm. 1980)
- 1906:
  - Bill Boyd, amerykański zawodowy pokerzysta (zm. 1997)
  - Stanisław Felczak, polski jezuita, Sługa Boży (zm. 1942)
- 1907 – Bronisław Kopyciński, polski inżynier (zm. 2004)
- 1908:
  - Jan Chryzostom Ciemniewski, polski malarz (zm. 1978)
  - Mark Zborowski, polski antropolog, agent NKWD pochodzenia żydowskiego (zm. 1990)
- 1909 – Carl Eklund, amerykański ornitolog, polarnik (zm. 1962)
- 1910:
  - Félix Candela, hiszpańsko-meksykański architekt, inżynier (zm. 1997)
  - Edvard Kardelj, jugosłowiański polityk komunistyczny (zm. 1979)
  - Aleksander Przyłucki, polski duchowny neounicki (zm. 1993)
- 1911:
  - Symcha Flapan, izraelski dziennikarz, historyk, pisarz, polityk (zm. 1987)
  - Franc Taurin, rosyjski pisarz (zm. 1995)
- 1912:
  - Marc Daniels, amerykański reżyser teatralny i telewizyjny (zm. 1989)
  - Witold Grott, polski ekonomista, działacz społeczny, polityczny i narodowy (zm. 1943)
  - Arne Næss, norweski filozof, działacz społeczny (zm. 2009)
  - Francis Rogallo, amerykański konstruktor lotniczy pochodzenia polskiego (zm. 2009)
  - Henryk Rostworowski, polski aktor, prozaik, poeta, tłumacz, piosenkarz, konferansjer (zm. 1984)
  - František Šterc, czeski piłkarz (zm. 1978)
- 1913:
  - Mary Frizzell, kanadyjska lekkoatletka, sprinterka i skoczkini w dal (zm. 1972)
  - Lodewijk Prins, holenderski szachista, dziennikarz (zm. 1999)
- 1914:
  - Marian Bełc, polski podporucznik pilot (zm. 1942)
  - Wojciech Rajewski, polski aktor (zm. 1980)
- 1915 – Ernst Schröder, niemiecki aktor (zm. 1994)
- 1916:
  - Helmut Hirsch, niemiecki działacz antynazistowski pochodzenia żydowskiego (zm. 1937)
  - Ferenc Várkői, węgierski gimnastyk (zm. 1987)
- 1917 – Iwan Donskich, radziecki major (zm. 1997)
- 1918:
  - Elmore James, amerykański gitarzysta bluesowy (zm. 1963)
  - Antonín Mrkos, czeski astronom, meteorolog, polarnik, ratownik górski, taternik (zm. 1996)
  - Jan Poznański, polski podporucznik piechoty, oficer AK, cichociemny (zm. 1943)
- 1919:
  - Alfred Abramowicz, amerykański duchowny katolicki pochodzenia polskiego, biskup pomocniczy Chicago (zm. 1999)
  - Jiřina Hauková, czeska poetka (zm. 2005)
  - Kazimierz Maludziński, polski urzędnik państwowy, prezydent Bydgoszczy (zm. 1983)
- 1920:
  - John Box, brytyjski scenograf filmowy (zm. 2005)
  - Arthur Mercante, amerykański sędzia bokserski (zm. 2010)
  - Hiroyoshi Nishizawa, japoński pilot wojskowy, as myśliwski (zm. 1944)
- 1921:
  - Ludwig Durek, austriacki piłkarz, trener (zm. 2000)
  - Peter Fan Wenxing, chiński duchowny katolicki, biskup (zm. 2006)
  - Janina Kraupe-Świderska, polska malarka (zm. 2016)
  - Maurice Macmillan, brytyjski polityk (zm. 1984)
  - Georges Mathieu, francuski malarz (zm. 2012)
  - Donna Reed, amerykańska aktorka (zm. 1986)
- 1922:
  - Maurice Goldstein, belgijski chirurg (zm. 1996)
  - Tadeusz Janik, polski dziennikarz i działacz sportowy (zm. 2022)
  - Andrzej Trzebiński, polski poeta, dramaturg, publicysta, krytyk literacki, działacz konspiracyjny (zm. 1943)
- 1923:
  - Władimir Aleksienko, radziecki generał porucznik (zm. 1995)
  - Konstantin Butejko, rosyjski lekarz (zm. 2003)
- 1924:
  - Sabu Dastagir, indyjski aktor (zm. 1963)
  - Rauf Denktaş, turecki polityk, prezydent Cypru Północnego (zm. 2012)
  - Jan Przybysław Majewski, polski poeta, psychiatra (zm. 2014)
  - Marian Przykucki, polski duchowny katolicki, biskup pomocniczy poznański, biskup chełmiński i arcybiskup metropolita szczecińsko-kamieński (zm. 2009)
- 1925:
  - Dow Lewin, izraelski historyk (zm. 2016)
  - Sufi Abu Talib, egipski polityk (zm. 2008)
- 1926:
  - Barbara Bardzka, polska aktorka (zm. 1996)
  - Jacó Roberto Hilgert, brazylijski duchowny katolicki, biskup Cruz Alta (zm. 2020)
  - Ingrid Thulin, szwedzka aktorka (zm. 2004)
- 1927 – Józef Ławnik, polski historyk (zm. 2019)
- 1928:
  - Danuta Adamczewska, polska szachistka (zm. 2007)
  - Paul Ilyinsky, amerykański polityk pochodzenia rosyjskiego (zm. 2004)
  - Xhanfise Keko, albańska reżyserka i scenarzystka filmowa (zm. 2007)
  - Hans Modrow, niemiecki polityk, premier NRD, eurodeputowany (zm. 2023)
- 1929:
  - Mohamed Al-Fayed, egipski przedsiębiorca, działacz piłkarski (zm. 2023)
  - György Gurics, węgierski zapaśnik (zm. 2013)
  - Gastón Suárez, boliwijski prozaik, dramaturg (zm. 1984)
- 1930:
  - Aloysius Ambrozic, kanadyjski duchowny katolicki pochodzenia słoweńskiego, arcybiskup Toronto, kardynał (zm. 2011)
  - Bobby Blue Bland, amerykański wokalista bluesowy (zm. 2013)
  - Carlos Cecconato, argentyński piłkarz (zm. 2018)
  - Darío Jara Saguier, paragwajski piłkarz, trener (zm. 2023)
  - Usko Meriläinen, fiński kompozytor, dyrygent (zm. 2004)
  - Gabriel Montalvo Higuera, kolumbijski duchowny katolicki, arcybiskup, nuncjusz apostolski (zm. 2006)
  - Esteban Edward Torres, amerykański polityk (zm. 2022)
  - Federico Vairo, argentyński piłkarz (zm. 2010)
  - Lech Wojciechowski, polski aktor (zm. 1980)
  - Sobiesław Zasada, polski kierowca rajdowy, przedsiębiorca
- 1931:
  - Mieczysław Dachowski, polski generał dywizji (zm. 2019)
  - Ernst Kozlicek, austriacki piłkarz (zm. 2023)
  - Mordecai Richler, kanadyjski pisarz, scenarzysta filmowy (zm. 2001)
  - Edward Zając, polski historyk, archiwista, muzealnik (zm. 2014)
- 1932:
  - Zygmunt Łukawski, polski historyk (zm. 1989)
  - Boris Szachlin, rosyjski gimnastyk (zm. 2008)
- 1933:
  - Jerry Buss, amerykański przedsiębiorca (zm. 2013)
  - Albin Siwak, polski robotnik, związkowiec, polityk (zm. 2019)
  - Lidia Wołowiec, polska polityk, poseł na Sejm PRL (zm. 2012)
- 1934:
  - José Ignacio Alemany Grau, hiszpański duchowny katolicki, biskup Chachapoyas
  - Raymond Boudon, francuski socjolog, wykładowca akademicki (zm. 2013)
  - Antonina Chmielarczyk, polska saneczkarka, spadochroniarka (zm. 2024)
  - Édith Cresson, francuska polityk, premier Francji
  - Stanisław Sędziwy, polski matematyk, wykładowca akademicki  (zm. 2024)
  - Antoni Zambrowski, polski dziennikarz, publicysta, działacz opozycji antykomunistycznej (zm. 2019)
  - Federico Mayor Zaragoza, hiszpański farmaceuta, polityk, minister edukacji i nauki, eurodeputowany, dyrektor generalny UNESCO (zm. 2024)
- 1935:
  - Wojciech Albiński, polski geodeta, pisarz (zm. 2015)
  - Adam Broż, polski historyk sztuki, dziennikarz
  - Coronel, brazylijski piłkarz (zm. 2019)
  - Chandrasena Jayasuriya, lankijski bokser (zm. 2000)
  - Donald Michael Thomas, brytyjski prozaik, poeta, tłumacz (zm. 2023)
  - Tadeusz Zawierucha, polski pisarz, scenarzysta filmowy (zm. 1993)
- 1936:
  - Wolfgang Böhmer, niemiecki ginekolog, polityk, premier Saksonii-Anhaltu, przewodniczący Bundesratu (zm. 2025)
  - Troy Donahue, amerykański aktor (zm. 2001)
  - Samuel Ting, amerykański fizyk, wykładowca akademicki, laureat Nagrody Nobla
  - Laurenty (Trifunović), serbski biskup prawosławny  (zm. 2022)
- 1937:
  - Jolanta Czaplińska, polska aktorka (zm. 2016)
  - Youhanna Golta, egipski duchowny katolicki obrządku koptyjskiego, biskup kurialny patriarchatu Aleksandrii (zm. 2022)
  - Lidija Iwanowa, rosyjska gimnastyczka
  - John Ogdon, brytyjski pianista, kompozytor (zm. 1989)
  - Bud Somerville, amerykański curler (zm. 2023)
  - David Yallop, brytyjski pisarz (zm. 2018)
- 1938:
  - Concepció Ferrer, hiszpańska i katalońska polityk
  - Madeleine de Grandmaison, francuska i martynikańska polityk
  - Zbigniew Pruszkowski, polski polityk, poseł na Sejm PRL
  - Helena Sęk, polska psycholog, wykładowczyni akademicka
  - Jerzy Stasiuk, polski aktor (zm. 2000)
  - Włodzimierz Śpiewak, polski piłkarz, trener (zm. 1997)
  - Wiktor Żdanowicz, rosyjski florecista
- 1939:
  - Ryszard Niemiec, polski dziennikarz i działacz sportowy (zm. 2023)
  - Patricia Rawlings, brytyjska działaczka społeczna, polityk
- 1940:
  - Haxhi Aliko, albański agronom, polityk, minister rolnictwa (zm. 2022)
  - James Cromwell, amerykański aktor
  - Petru Lucinschi, mołdawski polityk, prezydent Mołdawii
  - Hugh Porter, brytyjski kolarz torowy i szosowy
- 1941:
  - Chiquinho, brazylijski piłkarz
  - Benedykt Czuma, polski dziennikarz, wydawca, działacz opozycji antykomunistycznej, polityk (zm. 2023)
  - Karl Diller, niemiecki polityk
  - Bobby Hutcherson, amerykański wibrafonista i kompozytor jazzowy (zm. 2016)
  - Gabdrachman Kadyrow, rosyjski żużlowiec pochodzenia tatarskiego (zm. 1993)
  - Beatrice Tinsley, nowozelandzka astronom, kosmolog pochodzenia brytyjskiego (zm. 1981)
- 1942:
  - Maki Asakawa, japońska piosenkarka
  - Aniela Majde-Kaczmarow, polska koszykarka
  - Paul Quilès, francuski inżynier, polityk, minister spraw wewnętrznych, minister obrony (zm. 2021)
  - Steve Wynn, amerykański inwestor budowlany, miliarder
- 1943:
  - Joseph Diestel, amerykański matematyk (zm. 2017)
  - Elżbieta Gaudasińska-Borowska, polska ilustratorka książek
  - Stanisław Kozera, polski wioślarz
  - John Mica, amerykański polityk
  - Janina Moniuszko-Jakoniuk, polska lekarka, farmakolog, toksykolog (zm. 2018)
  - Jörg Schmall, niemiecki żeglarz sportowy
  - Theo Verschueren, belgijski kolarz torowy i szosowy
- 1944:
  - Mairead Corrigan, północnoirlandzka działaczka pokojowa, laureatka Nagrody Nobla
  - Kevin Coyne, brytyjski muzyk bluesowy (zm. 2004)
  - Nick Mason, brytyjski perkusista, członek zespołu Pink Floyd
  - Braulio Rodríguez Plaza, hiszpański duchowny katolicki, arcybiskup Toledo i prymas Hiszpanii
- 1945:
  - Ivair Ferreira, brazylijski piłkarz (zm. 2024)
  - Adam Krzemiński, polski dziennikarz, publicysta
  - Elżbieta Porzec-Nowak, polska siatkarka (zm. 2019)
  - Andrzej Siedlecki, polski aktor
- 1946:
  - Andrija Hebrang, chorwacki polityk
  - Jan Kawulok, polski kombinator norweski, skoczek narciarski (zm. 2021)
  - Lech Raczak, polski dramatopisarz, teatrolog, reżyser teatralny (zm. 2020)
- 1947:
  - Björn Afzelius, szwedzki piosenkarz, gitarzysta (zm. 1999)
  - Irena Chodorowska, polska brydżystka
  - Christian Dorche, francuski kierowca rajdowy (zm. 2025)
  - Steven T. Kuykendall, amerykański polityk (zm. 2021)
  - Branislav Pokrajac, serbski piłkarz ręczny, trener (zm. 2018)
- 1948:
  - Walter Avogadri, włoski kolarz szosowy i torowy
  - Michaił Barysznikow, rosyjski tancerz, choreograf
  - Valeri Brainin, rosyjsko-niemiecki poeta, muzykolog
  - Peter Jackson, brytyjski historyk, mediewista
  - Jacek Machciński, polski piłkarz, trener (zm. 2019)
  - Angelika Schafferer, austriacka saneczkarka
  - Krzysztof Stec, polski kolarz szosowy i przełajowy (zm. 2019)
  - Stanisław Tymiński, polski przedsiębiorca, polityk
  - László Vadász, węgierski szachista (zm. 2005)
- 1949:
  - Zbigniew Klewiado, polski przedsiębiorca (zm. 2017)
  - Per Røntved, duński piłkarz (zm. 2023)
  - Zbigniew Rybczyński, polski operator, reżyser filmów eksperymentalnych
  - Galina Stiepanska, rosyjska łyżwiarka szybka
- 1950:
  - Krzysztof Bukowski, polski dokumentalista, reżyser teatralny i telewizyjny (zm. 2001)
  - Günter Gloser, niemiecki polityk
  - Pedro Juan Gutiérrez, kubański pisarz
  - Halina Lorkowska, polska historyk, teoretyk muzyki, wykładowczyni akademicka
  - Juan Manuel Mancilla, meksykański duchowny katolicki, biskup Texcoco
- 1951:
  - Brian Downey, irlandzki perkusista, członek zespołu Thin Lizzy
  - Włodzimierz Lorenc, polski filozof, wykładowca akademicki
  - Charles Mooney, amerykański bokser
  - Agim Qirjaqi, albański aktor (zm. 2010)
  - Maciej Trojanowski, polski inżynier chemik, prezenter telewizyjny (zm. 2023)
  - Ludo Van Der Linden, belgijski kolarz szosowy (zm. 1983)
- 1952:
  - Veronica Burton, brytyjska tenisistka
  - Vytautas Kvietkauskas, litewski dziennikarz i polityk
  - Calogero La Piana, włoski duchowny katolicki, arcybiskup Messyny
  - Ernestyna Winnicka, polska aktorka
- 1953:
  - Richard Bremmer, brytyjski aktor
  - Göran Flodström, szwedzki szpadzista
  - Rasoul Korbekandi, irański piłkarz, bramkarz, trener
- 1954:
  - Barbara Bursztynowicz, polska aktorka
  - Peter Laird, amerykański scenarzysta i rysownik komiksowy
  - Marinko Rokvić, serbski piosenkarz (zm. 2021)
- 1955:
  - John Glover Roberts, amerykański prawnik
  - Ahmad Zabbah, izraelski polityk narodowości arabskiej
- 1956:
  - Angela Aames, amerykańska aktorka, modelka (zm. 1988)
  - Henryk Miłoszewicz, polski piłkarz (zm. 2003)
  - Sean O’Keefe, amerykański urzędnik państwowy, administrator NASA
  - Mimi Rogers, amerykańska aktorka, producentka filmowa
- 1957:
  - Miguel Ángel Díaz, salwadorski piłkarz
  - Gerardo Galeote Quecedo, hiszpański prawnik, polityk
  - Janick Gers, brytyjski muzyk pochodzenia polskiego, członek zespołu Iron Maiden
  - Chris Jacobie, namibijski dziennikarz
  - Frank Miller, amerykański pisarz, autor komiksów
  - Jolanta Niestrój-Malisz, polska aktorka
  - Jan Tryba, polski matematyk (zm. 1992)
  - Sciapan Sucharenka, białoruski działacz państwowy, dyplomata, funkcjonariusz KGB
- 1958:
  - Pawieł Jezowskich, rosyjski hokeista, trener
  - Habib Koité, malijski piosenkarz, gitarzysta, autor piosenek
  - Kadri Mälk, estońska artystka, projektantka biżuterii (zm. 2023)
  - Alan Milburn, brytyjski polityk
  - Norica Nicolai, rumuńska prawnik, polityk
  - Andrzej Piotrowski, polski sztangista
- 1959:
  - Göran Hägglund, szwedzki polityk
  - Arnaldo Salvado, mozambicki trener piłkarski
- 1960:
  - Jan Huruk, polski maratończyk
  - Dimityr Zaprjanow, bułgarski judoka (zm. 2024)
- 1961:
  - Norizan Bakar, malezyjski piłkarz, trener
  - Gillian Gilbert, brytyjska gitarzystka, klawiszowiec, członkini zespołów: The Other Two i New Order
  - Nino Gurieli, gruzińska szachistka
  - Jarosław Trześniewski-Kwiecień, polski prawnik, sędzia, poeta, prozaik, eseista, publicysta
  - Aleksandr Wowin, amerykański językoznawca, filolog, japonista pochodzenia rosyjskiego (zm. 2022)
- 1962:
  - Jerzy Batycki, polski aktor, reżyser teatralny, choreograf, scenograf
  - Jim Doehring, amerykański lekkoatleta, kulomiot
  - Marian Kardas, polski siatkarz, trener
  - Neno, portugalski piłkarz (zm. 2021)
- 1963:
  - Moana Carcasses Kalosil, vanuacki polityk, premier Vanuatu
  - Paulo Roberto Curtis Costa, brazylijski piłkarz
  - Søren Gade, duński ekonomista, polityk
  - George Monbiot, brytyjski dziennikarz, publicysta, działacz ekologiczny
  - Andrzej Piekarczyk, polski satyryk, członek Kabaretu OT.TO
  - Robertas Tautkus, litewski piłkarz, trener
- 1964:
  - Baek Hyun-man, południowokoreański bokser
  - Bridget Fonda, amerykańska aktorka
  - Gabriela Mihalcea, rumuńska lekkoatletka, tyczkarka
  - Birgit Peter, niemiecka wioślarka
  - Álvaro Siviero, brazylijski pianista
  - Inga Thompson, amerykańska kolarka szosowa
- 1965:
  - Alan Cumming, szkocki aktor, reżyser i scenarzysta filmowy
  - Robbie Earle, jamajski piłkarz
  - Christo Markow, bułgarski lekkoatleta, trójskoczek
- 1966:
  - Edel Therese Høiseth, norweska łyżwiarka szybka
  - Tadeusz Jelinek, polski duchowny ewangelicko-reformowany, kapelan wojskowy
  - Ken Sugimori, japoński projektant gier video
  - Piotr Szczepankowski, polski ekonomista, wykładowca akademicki
- 1967:
  - Tomasz Bogus, polski bankowiec
  - Michael Ebling, niemiecki prawnik, samorządowiec, burmistrz Moguncji
  - Martin Eggleston, amerykański koszykarz, trener
  - Dubravka Filipovski, serbska bizneswoman, pedagog, polityk
  - Dave Manson, kanadyjski hokeista
  - Michael Pham, amerykański duchowny katolicki, biskup pomocniczy San Diego pochodzenia wietnamskiego
  - Krzysztof Ruchniewicz, polski historyk, niemcoznawca, wykładowca akademicki
- 1968:
  - Wojciech Krzyżaniak, polski dziennikarz
  - Maurício Lima, brazylijski siatkarz
  - Mike Patton, amerykański wokalista, muzyk
  - Tricky, brytyjski muzyk
- 1969:
  - Biszr al-Chasawina, jordański polityk, premier Jordanii
  - Bobby Deol, indyjski aktor
  - Marc Forster, szwajcarski reżyser i scenarzysta filmowy
  - Jarosław Olszewski, polski żużlowiec
  - Jeroen Piket, holenderski szachista
- 1970:
  - Swetła Dimitrowa, bułgarska lekkoatletka, wieloboistka i płotkarka
  - Amy Hargreaves, amerykańska aktorka
  - Fabian Harloff, niemiecki aktor, piosenkarz
  - Ołeksandr Hodyniuk, ukraiński hokeista, trener
  - Heather Nauert, amerykańska dziennikarka, polityk
- 1971:
  - Arkadiusz Cyran, polski aktor
  - Renata Gil, polska siatkarka
  - Mario González, meksykański judoka
  - Boštjan Poklukar, słoweński wojskowy, polityk
  - Rolando Uríos, kubańsko-hiszpański piłkarz ręczny
- 1972:
  - Nathan Blake, walijski piłkarz
  - Søren Frederiksen, duński piłkarz, trener
  - Sámal Hentze, farerski piłkarz, trener
  - Hanjar Ödäýew, turkmeński szachista
  - Mirjam Ott, szwajcarska curlerka
  - Mark Owen, brytyjski piosenkarz
  - Josh Randall, amerykański aktor
  - Piotr Walczak, polski urzędnik państwowy
  - Zuzana Zvolenská, słowacka prawnik, polityk
- 1973:
  - Walancin Bialkiewicz, białoruski piłkarz (zm. 2014)
  - Johanna Hagn, niemiecka judoczka
  - Marc Ounemoa, nowokaledoński piłkarz, bramkarz
  - Pablo Paz, argentyński piłkarz
- 1974:
  - Ole Einar Bjørndalen, norweski biathlonista
  - Beniamin Budziak, polski tenisista, trener
  - Dairo José Esalas, kolumbijski bokser
  - Tim Harden, amerykański lekkoatleta, sprinter
  - Andrei Pavel, rumuński tenisista
- 1975:
  - Cristian Casoli, włoski siatkarz
  - Yasunori Hayashi, japoński piosenkarz, kompozytor, autor tekstów
  - Brian Minto, amerykański bokser
  - Benjamin von Stuckrad-Barre, niemiecki pisarz
- 1976:
  - Ahn Jung-hwan, południowokoreański piłkarz
  - Marcin Bortkiewicz, polski reżyser, scenarzysta, dramaturg, aktor
  - Wojciech Klata, polski aktor
  - Ruby Lin, tajwańska aktorka, piosenkarka
  - Karin Roten, szwajcarska narciarka alpejska
  - Abbas Sawwan, izraelski piłkarz pochodzenia arabskiego
  - Wojciech Szala, polski piłkarz
  - Shreyas Talpade, indyjski aktor
- 1977:
  - Maria Francesca Bentivoglio, włoska tenisistka
  - Marianna Ďurianová, słowacka prezenterka telewizyjna
  - Jaana Pelkonen, fińska prezenterka telewizyjna, polityk
  - Randy Stumpfhauser, amerykański kolarz BMX
  - Jelena Wajenga, rosyjska piosenkarka, kompozytorka, aktorka
- 1978:
  - Małgorzata Chomycz-Śmigielska, polska polityk, wojewoda podkarpacki
  - Denys Jurczenko, ukraiński lekkoatleta, tyczkarz
  - Gustavo Munúa, urugwajski piłkarz, bramkarz
  - Dipsy Selolwane, botswański piłkarz
  - Tammy Sutton-Brown, kanadyjska koszykarka
- 1979:
  - Karina Bryant, brytyjska judoczka
  - Rosamund Pike, brytyjska aktorka
  - Barbara Schwartz, austriacka tenisistka
- 1980:
  - Sherzod Husanov, uzbecki bokser
  - Dragan Naczewski, macedoński piłkarz
  - Eva Padberg, niemiecka modelka
  - Marat Safin, rosyjski tenisista
  - Arne Sneli, norweski skoczek narciarski
  - Tore Sneli, norweski skoczek narciarski
  - Andreas Tölzer, niemiecki judoka
  - Wang Yaping, pilotka wojskowa, tajkonautka
  - Jiří Welsch, czeski koszykarz
- 1981:
  - Anna von Harnier, niemiecka judoczka
  - Mikołaj Krawczyk, polski aktor
  - Alicia Molik, australijska tenisistka pochodzenia polskiego
  - Patryk Rachwał, polski piłkarz
  - Jarosław Wieczorek, polski polityk, samorządowiec, wojewoda śląski
  - Tony Woodcock, nowozelandzki rugbysta
- 1982:
  - Artur Dziambor, polski przedsiębiorca, polityk, poseł na Sejm RP
  - Barbara Ertl, niemiecka biathlonistka
  - Thomas Løvold, norweski curler
  - Wasyl Raczyba, ukraiński zapaśnik
- 1983:
  - Siergiej Erenburg, rosyjski i izraelski szachista
  - Lee Grant, angielski piłkarz, bramkarz
  - Daniel Jeleniewski, polski żużlowiec
  - Balázs Kiss, węgierski zapaśnik
  - John Lundvik, szwedzki lekkoatleta, sprinter, piosenkarz
- 1984:
  - Jurij Bierieżko, rosyjski siatkarz
  - Wang Na, chińska pływaczka synchroniczna
  - Miroslav Zaťko, słowacki hokeista
- 1985:
  - Rúben Amorim, portugalski piłkarz
  - Karim El Ahmadi, marokański piłkarz
  - Nazir Mankijew, rosyjski zapaśnik
  - Eric Radford, kanadyjski łyżwiarz figurowy
- 1986:
  - Siergiej Litwinow, rosyjski lekkoatleta, młociarz pochodzenia białoruskiego
  - Giorgi Loria, gruziński piłkarz, bramkarz
  - Fabián Orellana, chilijski piłkarz
  - Johan Petro, francuski koszykarz
  - Gavin Schmitt, kanadyjski siatkarz
- 1987:
  - Dienis Głuszakow, rosyjski piłkarz
  - Katy Rose, amerykańska piosenkarka
  - Anton Szunin, rosyjski piłkarz, bramkarz
  - Hannah Teter, amerykańska snowboardzistka
  - Kristi Toliver, amerykańsko-słowacka koszykarka
- 1988:
  - Lily Donaldson, brytyjska modelka
  - Sonia Halliche, algierska lekkoatletka, tyczkarka
  - Silvana Papini, brazylijska siatkarka
  - Kamil Pietras, polski koszykarz
- 1989:
  - Weronika Idczak, polska koszykarka
  - Daisy Lowe, brytyjska modelka
  - Piotr Nerlewski, polski aktor
  - Yamila Nizetich, argentyńska siatkarka
  - Ricky van Wolfswinkel, holenderski piłkarz
- 1990:
  - Paulina Antczak, polska koszykarka
  - Patricia Grohmann, niemiecka siatkarka
  - Rasmus Jönsson, szwedzki piłkarz
  - Christoph Moritz, niemiecki piłkarz
- 1991:
  - Veronica Bisconti, włoska siatkarka
  - Aleksandar Ignjovski, serbski piłkarz pochodzenia macedońskiego
  - Kamil Szeptycki, polski aktor
  - Wasyl Szuptar, ukraiński zapaśnik
  - Julio Teherán, kolumbijski baseballista
  - Amber Yobech, palauska pływaczka
- 1992:
  - Kodjo Laba, togijski piłkarz
  - Isabelle Pedersen, norweska lekkoatletka, płotkarka
  - Dušan Petković, serbski siatkarz
  - Hamari Traoré, malijski polityk
- 1993:
  - Shauna Coxsey, brytyjska wspinaczka sportowa
  - Juryj Kawalou, białoruski piłkarz
  - Justyna Łukasik, polska siatkarka
  - Yaya Sanogo, francuski piłkarz pochodzenia iworyjskiego
  - Honorata Syncerz, polska piłkarka ręczna
  - Filip Zubčić, chorwacki narciarz alpejski
- 1994:
  - Anouck Jaubert, francuska wspinaczka sportowa
  - Rani Khedira, niemiecki piłkarz pochodzenia tunezyjskiego
  - Shane Ryan, amerykańsko-irlandzki pływak
  - Jack Stephens, angielski piłkarz
- 1995:
  - Ülvi Bacarani, azerski szachista
  - Guo Qi, chińska szachistka
  - Jewhenij Kisiluk, ukraiński siatkarz
  - Wojciech Matuszak, polski piłkarz ręczny
- 1996:
  - Alejandro Díaz, meksykański piłkarz
  - Istok Rodeš, chorwacki narciarz alpejski
  - Ángela Tenorio, ekwadorska lekkoatletka, sprinterka
  - Ultimo, włoski piosenkarz
  - Esmee Visser, holenderska łyżwiarka szybka
- 1997:
  - Dorota Banaszczyk, polska zawodniczka karate
  - Cédric Beullens, belgijski kolarz szosowy
  - Kinga Głyk, polska jazzowa gitarzystka basowa
  - Andrés Gudiño, meksykański piłkarz, bramkarz
  - Kō Itakura, japoński piłkarz
  - Stiefanija Jełfutina, rosyjska żeglarka sportowa
  - Kirił Miłow, bułgarski zapaśnik
  - Kevin Pina, kabowerdeński piłkarz
- 1998:
  - Rati Ardaziszwili, gruziński piłkarz
  - Oumaima Bedioui, tunezyjska judoczka
  - Devin Druid, amerykański aktor
  - Richard Hachiro, zimbabwejski piłkarz
  - Miguel Heidemann, niemiecki kolarz szosowy
  - Albina Kelmendi, kosowska piosenkarka, autorka tekstów
  - Aleksandr Łomowicki, rosyjski piłkarz
  - Magomiedchan Magomiedow, rosyjski i azerski zapaśnik
  - Simon Straudi, włoski piłkarz
  - Elise Vanderelst, belgijska lekkoatletka, biegaczka średniodystansowa
- 1999:
  - Rina Balaj, kosowska piosenkarka
  - Damian Pawłowski, polski piłkarz
  - Carolina Stramare, włoska modelka, zdobywczyni tytułu Miss Włoch
- 2000:
  - Morgan Gibbs-White, angielski piłkarz
  - Xander Ketrzynski, kanadyjski siatkarz
  - Romano Schmid, austriacki piłkarz
  - Aurélien Tchouaméni, francuski piłkarz pochodzenia kameruńskiego
- 2001:
  - Thomas Ceccon, włoski pływak
  - Konrad Gruszkowski, polski piłkarz
  - Marina Markowa, rosyjska siatkarka
- 2002 – Leandro Riedi, szwajcarski tenisista
- 2003:
  - Kenji Cabrera, peruwiański piłkarz pochodzenia japońskiego
  - Maksym Chłań, ukraiński piłkarz
  - Paulina Ramanauskaitė, litewska łyżwiarka figurowa
- 2004 – Michael Zheng, amerykański tenisista pochodzenia chińskiego
- 2005 – Savo Šušić, bośniacki piłkarz
- 2006 – Joel Schwärzler austriacki tenisista pochodzenia południowoafrykańskiego
- 2014 – Like Nastya, rosyjska youtuberka

## Zmarli
- 98 – Nerwa, cesarz rzymski (ur. 30)
- 457 – Marcjan, cesarz wschodniorzymski (ur. ok. 392)
- 672 – Witalian, papież (ur. ?)
- 847 – Sergiusz II, papież (ur. ?)
- 1377 – Fryderyk III, król Sycylii, książę Aten i Neopatrii (ur. 1341)
- 1509 – Jan I Wittelsbach, palatyn i książę Palatynatu-Simmern/Hunsrück (ur. 1459)
- 1540 – Aniela Merici, włoska zakonnica, założycielka Zgromadzenia Sióstr Urszulanek, święta (ur. 1474)
- 1547 – Anna Jagiellonka, królowa niemiecka, czeska i węgierska (ur. 1503)
- 1556 – Humajun, władca z dynastii Wielkich Mogołów w Indiach (ur. 1508)
- 1595 – Jacobus Bergemann, niemiecki lekarz, matematyk (ur. 1527)
- 1597 – Jaakko Ilkka, fiński przywódca powstania chłopskiego (ur. 1545)
- 1612 – (data pogrzebu) Marten van Valckenborch, holenderski malarz (ur. 1535)
- 1627 – Cecylia Wazówna, królewna szwedzka, margrabina badeńska (ur. 1540)
- 1629 – Hieronymus Praetorius, niemiecki kompozytor, organista (ur. 1560)
- 1638 – Hernando de Arias y Ugarte, hiszpański duchowny katolicki, arcybiskup Limy i prymas Peru (ur. 1561)
- 1641 – Marcin Wadowita, polski teolog, pisarz religijny, profesor Akademii Krakowskiej (ur. 1567)
- 1645 – Takuan Sōhō, japoński mistrz zen, artysta, prozaik, poeta, kaligraf, twórca ogrodów, mistrz sztuk walki (ur. 1573)
- 1650 – Wawrzyniec Cieszyński, polski malarz (ur. ?)
- 1651 – Abraham Bloemaert, holenderski malarz, rytownik (ur. 1564)
- 1654 – Anna Alojza Chodkiewicz, polska księżna (ur. 1600)
- 1664 – Karol Józef Habsburg, arcyksiążę austriacki, duchowny katolicki, biskup wrocławski, ołomuniecki i pasawski (ur. 1649)
- 1688 – Daniel Sinapius (starszy), słowacki duchowny protestancki, poeta, prozaik, tłumacz, pedagog (ur. 1640)
- 1701 – Christian Mentzel, niemiecki lekarz, botanik, orientalista, protosinolog (ur. 1622)
- 1705 – Joachim Friedrich Benkendorf, brandenburski dyplomata (ur. 1648)
- 1715 – Caspar Neumann, niemiecki duchowny luterański, demograf (ur. 1648)
- 1719 – Ferdinando d’Adda, włoski kardynał (ur. 1650)
- 1731 – Bartolomeo Cristofori, włoski muzyk, twórca instrumentów muzycznych (ur. 1655)
- 1740 – Ludwik IV Henryk Burbon-Condé, francuski arystokrata, polityk, pierwszy minister króla Francji (ur. 1692)
- 1763 – Jan Teodor Wittelsbach, książę bawarski, kardynał (ur. 1703)
- 1772 – Jan Skarbek, polski szlachcic, polityk, kasztelan inowrocławski (ur. 1710)
- 1786 – Joachim von Düben, szwedzki baron, dyplomata, polityk (ur. 1708)
- 1793 – Alojzy Fryderyk Brühl, polski polityk, generał, dyplomata, dramaturg, poeta pochodzenia saskiego (ur. 1739)
- 1802 – Johann Rudolf Zumsteeg, niemiecki kompozytor, dyrygent (ur. 1760)
- 1807 – Osman Pazvantoğlu, osmański janczar, pasza Widynia (ur. 1758)
- 1814 – Johann Gottlieb Fichte, niemiecki filozof (ur. 1762)
- 1815 – Augustyn Zhao Rong, chiński duchowny katolicki, męczennik, święty (ur. 1746)
- 1816 – Samuel Hood, brytyjski arystokrata, admirał (ur. 1724)
- 1820 – Francisco Antonio Javier de Gardoqui Arriquíbar, hiszpański kardynał (ur. 1747)
- 1829 – Luigi Fortis, włoski jezuita (ur. 1748)
- 1832 – Fiodor Kałmyk, rosyjski malarz, miedziorytnik pochodzenia kałmuckiego (ur. 1765)
- 1836 – Wilhelmina Badeńska, wielka księżna Hesji i Renu (ur. 1788)
- 1844:
  - Charles Nodier, francuski pisarz, krytyk literacki (ur. 1780)
  - Cecylia von Oldenburg, księżniczka szwedzka, wielka księżna Oldenburga (ur. 1807)
- 1850 – Johann Gottfried Schadow, niemiecki malarz, rzeźbiarz, grafik (ur. 1764)
- 1851 – John James Audubon, amerykański ornitolog, przyrodnik, malarz (ur. 1785)
- 1859 – Menachem Mendel Morgenstern, cadyk z Kocka (ur. 1787)
- 1860:
  - János Bolyai, węgierski matematyk (ur. 1802)
  - Thomas Brisbane, brytyjski generał, astronom, administrator kolonialny (ur. 1773)
- 1862 – Paweł Józef Nardini, niemiecki duchowny katolicki, błogosławiony (ur. 1821)
- 1863 – Edward Robinson, amerykański teolog protestancki, biblista, podróżnik (ur. 1794)
- 1864 – Leo von Klenze, niemiecki architekt (ur. 1784)
- 1873 – Adam Sedgwick, brytyjski geolog, wykładowca akademicki (ur. 1785)
- 1876 – Justyn Karnicki, polski archeolog, historyk, kolekcjoner, polityk (ur. 1806)
- 1880 – Edward Middleton Barry, brytyjski architekt (ur. 1830)
- 1881 – Johann Rudolf Kutschker, austriacki duchowny katolicki, arcybiskup Wiednia, kardynał (ur. 1810)
- 1886 – Tomasz Oskar Sosnowski, polski rzeźbiarz (ur. 1810)
- 1889 – Johann Gustav Fischer, niemiecki zoolog, ichtiolog, herpetolog (ur. 1819)
- 1890 – Carl Westphal, niemiecki neurolog, psychiatra (ur. 1833)
- 1891 – Maria Rafaela Quiroga, hiszpańska zakonnica, stygmatyczka, mistyczka, Służebnica Boża (ur. 1811)
- 1893 – James Blaine, amerykański polityk (ur. 1830)
- 1896 – Simeon Bavier, szwajcarski polityk, prezydent Szwajcarii (ur. 1825)
- 1897 – Julian Roszkowski, polski generał w służbie austro-węgierskiej (ur. 1834)
- 1900:
  - Édouard Riou, francuski malarz, ilustrator (ur. 1833)
  - Leon Wituski, polski przyrodnik, matematyk, pedagog (ur. 1825)
- 1901 – Giuseppe Verdi, włoski kompozytor (ur. 1813)
- 1902 – Aniela Aszpergerowa, polska aktorka (ur. 1816)
- 1904 – Piotr Hoser, polski ogrodnik pochodzenia niemieckiego (ur. 1818)
- 1907 – Otto Kuntze, niemiecki botanik, mykolog (ur. 1843)
- 1910 – Thomas Crapper, brytyjski hydraulik, wynalazca (ur. 1836/37)
- 1912 – Leopold Méyet, polski adwokat, kolekcjoner, bibliofil (ur. 1850)
- 1913 – Rajner Ferdynand Habsburg, arcyksiążę austriacki, generał, polityk, premier Austrii (ur. 1827)
- 1914 – Johann Carl Weck, niemiecki przedsiębiorca (ur. 1841)
- 1918:
  - John Gill Jr., amerykański polityk (ur. 1850)
  - Stefan Giller, polski prozaik, poeta, dramaturg, tłumacz (ur. 1833/34)
  - William Greenwell, brytyjski archeolog (ur. 1820)
- 1919 – Endre Ady, węgierski poeta (ur. 1877)
- 1920 – Adolf Dietzius, polski lekarz, polityk (ur. 1852)
- 1922:
  - Nellie Bly, amerykańska dziennikarka śledcza, reporterka, korespondentka wojenna, podróżniczka (ur. 1864)
  - Giovanni Verga, włoski pisarz (ur. 1840)
- 1923 – Karolina Santocanale, włoska zakonnica, błogosławiona (ur. 1852)
- 1924 – Adolf Daab, polski przedsiębiorca budowlany pochodzenia niemieckiego (ur. 1872)
- 1925 – Alfons Brandt, polski skrzypek (ur. 1868)
- 1927:
  - Enrique Estevan y Vicente, hiszpański malarz, ilustrator (ur. 1849)
  - Rudolf Indruch, polski porucznik, architekt pochodzenia czesko-słowackiego (ur. 1892)
  - Jerzy Matulewicz, polski duchowny katolicki, biskup wileński, odnowiciel i generał zakonu marianów, błogosławiony (ur. 1871)
- 1930:
  - Shigetō Dewa, japoński admirał (ur. 1855)
  - Jean Huré, francuski kompozytor, pianista, organista (ur. 1877)
  - Leon Meredith, brytyjski kolarz torowy i szosowy (ur. 1882)
- 1931 – Zygmunt Heryng, polski ekonomista, działacz społeczny i socjalistyczny pochodzenia żydowskiego (ur. 1854)
- 1932 – Zofia Chlebowska, polska działaczka oświatowa (ur. 1852)
- 1933:
  - Izydor Faterson, polski działacz socjalistyczny i samorządowy pochodzenia żydowskiego (ur. 1875)
  - Stanisław Maciej Krosnowski, polski inżynier chemik pochodzenia żydowskiego (ur. 1865)
- 1934 – Zygmunt Rymkiewicz, polski generał major w służbie rosyjskiej, nadkomisarz policji (ur. 1862)
- 1935:
  - Mikołaj Bojanek, polski duchowny katolicki, kapelan prezydenta RP (ur. 1865)
  - Stefan Kasimir, polski rotmistrz, działacz niepodległościowy (ur. 1893)
- 1936 – Josef Kalisz I, polski rabin, cadyk (ur. ?)
- 1937 – Ludwik Lepiarz, polski podpułkownik dyplomowany piechoty, działacz sportowy (ur. 1891)
- 1939 – Edward Mycielski, polski przemysłowiec, polityk (ur. 1865)
- 1940:
  - Isaak Babel, rosyjski prozaik, dramaturg, dziennikarz pochodzenia żydowskiego (ur. 1894)
  - Léon Frédéric, belgijski malarz (ur. 1856)
  - Aleksandr Nikanorow, radziecki polityk (ur. 1894)
- 1941:
  - Leopold Adametz, austriacki biolog, profesor nauk rolniczych (ur. 1861)
  - Maxwell Carpendale, irlandzki rugbysta (ur. 1864)
  - István Csáky, węgierski hrabia, polityk (ur. 1894)
  - Walter Drake, nowozelandzki rugbysta (ur. 1879)
  - Tadeusz Gałecki, polski generał brygady (ur. 1868)
  - Włodzimierz Schild, polski porucznik kawalerii (ur. 1894)
- 1942:
  - Nicholas Adontz, ormiański historyk, mediewista, bizantynolog, ormianista, wykładowca akademicki (ur. 1871)
  - Kaarel Eenpalu, estoński prawnik, polityk, premier i starszy państwa (ur. 1888)
  - Nachmanas Rachmilevičius, litewski polityk, dyplomata pochodzenia żydowskiego (ur. 1876)
- 1943 – Teodor Lippmaa, estoński botanik, wykładowca akademicki (ur. 1892)
- 1944:
  - Jadwiga Jarecka, polska stomatolog, harcmistrzyni (ur. 1898)
  - Marta Koszówna, polska działaczka ruchu oporu, kurierka ZWZ (ur. 1911)[4]
  - Alfons Kühn, polski inżynier, polityk, poseł na Sejm RP, minister komunikacji (ur. 1878)
- 1945:
  - Stanisława Agnieszka Falkus, polska zakonnica (ur. 1901)
  - Michaił Jegorow, radziecki starszy porucznik (ur. 1905)
  - Gideon Klein, czeski pianista, kompozytor pochodzenia żydowskiego (ur. 1919)
  - Anatolij Kowalewski, radziecki pułkownik (ur. 1916)
  - Leopolda Gertruda Ludwig, polska zakonnica (ur. 1905)
  - Kálmán Pándy, węgierski neurolog, psychiatra (ur. 1868)
  - Jakym Sowenko, radziecki major (ur. 1914)
  - Wasyl Skopenko, radziecki pułkownik (ur. 1912)
  - Antal Szerb, węgierski pisarz pochodzenia żydowskiego (ur. 1901)
- 1949:
  - Boris Asafjew, rosyjski kompozytor, muzykolog (ur. 1884)
  - Giovanni Tirinnanzi, włoski duchowny katolicki, misjonarz, wikariusz apostolski Arabii (ur. 1869)
- 1951:
  - Julius Bruckus, litewski lekarz, dziennikarz, polityk, działacz mniejszości żydowskiej (ur. 1870)
  - Wacław Husarski, polski konserwator zabytków, historyk sztuki, krytyk artystyczny, malarz (ur. 1883)
  - Carl Gustaf Mannerheim, fiński dowódca wojskowy, polityk, regent i prezydent Finlandii (ur. 1867)
- 1952 – Jan Jamiński, polski działacz komunistyczny (ur. 1905)
- 1953:
  - Pierre Chibert, belgijski hokeista na trawie (ur. 1879)
  - Iwan Daniłow, radziecki polityk (ur. 1895)
  - Abel Lafleur, francuski rzeźbiarz (ur. 1875)
- 1954:
  - Roman Stupnicki, polski hokeista (ur. 1913)
  - Otton Bruno Urban, polski podpułkownik piechoty (ur. 1894)
- 1956:
  - Erich Kleiber, austriacki dyrygent, kompozytor (ur. 1890)
  - Stanisław Żarnecki, polski malarz, grafik pochodzenia żydowskiego (ur. 1877)
- 1957:
  - Władimir Cariuk, radziecki partyzant, działacz komunistyczny (ur. 1899)
  - Adolf Gerteis, niemiecki inżynier i urzędnik kolejowy (ur. 1886)
  - Władysław Namysłowski, polski prawnik, wykładowca akademicki, dyplomata (ur. 1889)
- 1958:
  - Fiodor Markow, białoruski działacz komunistyczny (ur. 1913)
  - Oskar von Preußen, książę Prus (ur. 1888)
- 1959:
  - Józef Mazurek, polski major, lekarz, wioślarz (ur. 1893):
  - Jozef Sivák, słowacki polityk (ur. 1886)
- 1960 – William Kelly, australijski polityk (ur. 1877)
- 1961 – Simon Rrota, albański malarz, fotograf (ur. 1887)
- 1962 – Teodor Marchlewski, polski biolog, genetyk, wykładowca akademicki (ur. 1899)
- 1964 – Stanisław Piętak, polski prozaik, poeta (ur. 1909)
- 1965 – Feliks Olszak, polski inżynier, wykładowca akademicki (ur. 1904)
- 1967:
  - Roger Chaffee, amerykański pilot wojskowy, inżynier, astronauta (ur. 1935)
  - David Maxwell Fyfe, brytyjski prawnik, polityk (ur. 1900)
  - Virgil Grissom, amerykański pilot wojskowy, astronauta (ur. 1926)
  - Alphonse Juin, francuski dowódca wojskowy, marszałek Francji (ur. 1888)
  - Michał Klepacz, polski duchowny katolicki, biskup łódzki (ur. 1893)
  - Jan Schiavo, włoski duchowny katolicki, misjonarz, błogosławiony (ur. 1903)
  - Luigi Tenco, włoski kompozytor, piosenkarz (ur. 1938)
  - Edward Higgins White, amerykański pilot wojskowy, inżynier, astronauta (ur. 1930)
- 1968:
  - Ignacy Borkowski-Birencwajg, polski inżynier chemik, działacz ruchu robotniczego pochodzenia żydowskiego (ur. 1904)
  - Hermanis Saltups, łotewski piłkarz, psychiatra (ur. 1901)
- 1969 – Hanns Jelinek, austriacki kompozytor, teoretyk muzyki (ur. 1901)
- 1970:
  - Marietta Blau, austriacka fizyk (ur. 1894)
  - Zdzisław Czermański, polski kapitan, malarz, grafik, karykaturzysta (ur. 1900)
  - Erich Heckel, niemiecki malarz, grafik (ur. 1883)
- 1971:
  - Adelajda, księżniczka Schaumburg-Lippe, ostatnia księżna Saksonii-Altenburg (ur. 1875)
  - Jacobo Arbenz Guzmán, gwatemalski polityk, prezydent Gwatemali (ur. 1913)
  - Milovan Zoričić, chorwacki prawnik, działacz sportowy (ur. 1884)
- 1972:
  - Richard Courant, niemiecko-amerykański matematyk, wykładowca akademicki (ur. 1888)
  - Mahalia Jackson, amerykańska wokalistka (ur. 1911)
- 1973:
  - Barbara Halmirska, polska aktorka, wokalistka (ur. 1899)
  - Hilarion (Prochorow), rosyjski biskup prawosławny (ur. 1889)
- 1974:
  - Jeorjos Griwas, grecki generał (ur. 1898)
  - Franciszek Pawliszak, polski dziennikarz (ur. 1906)
  - Leo Geyr von Schweppenburg, niemiecki generał wojsk pancernych (ur. 1886)
  - Zbigniew Wasiutyński, polski inżynier budowy mostów, wykładowca akademicki (ur. 1902)
- 1975:
  - Michaił Papawa, rosyjski dziennikarz, scenarzysta filmowy (ur. 1906)
  - Julia Sanderson, amerykańska aktorka (ur. 1888)
  - Joachim Schwatlo-Gesterding, niemiecki generał major (ur. 1903)
  - Bill Walsh, amerykański scenarzysta i producent filmowy (ur. 1913)
- 1977 – Włodzimierz Szumilin, polski inżynier elektryk, wykładowca akademicki (ur. 1901)
- 1978 – Oscar Homolka, austriacko-amerykański aktor (ur. 1898)
- 1979:
  - Annette Benson, brytyjska aktorka (ur. 1897)
  - Dmitrij Błochincew, rosyjski fizyk teoretyk, wykładowca akademicki (ur. 1908)
  - Gretchen Hartman, amerykańska aktorka (ur. 1897)
  - Antoni Iglewski, polski kapitan, żołnierz ZWZ-AK (ur. 1899)
  - Victoria Ocampo, argentyńska eseistka, intelektualistka, wydawczyni (ur. 1870)
  - Ryszard Piec, polski piłkarz, trener (ur. 1913)
  - János Veres, węgierski lekarz (ur. 1903)
- 1980:
  - Peppino De Filippo, włoski aktor, dramaturg (ur. 1903)
  - Klemens Felchnerowski, polski malarz (ur. 1928)
  - Rudolf-Christoph von Gersdorff, niemiecki generał major (ur. 1905)
- 1981:
  - Jan Baran-Bilewski, polski lekkoatleta, średnio- i długodystansowiec, pułkownik dyplomowany (ur. 1895)
  - Maria Żabczyńska, polska aktorka (ur. 1903)
- 1982:
  - Alexander Abusch, niemiecki dziennikarz, publicysta, krytyk literacki, poeta, polityk pochodzenia żydowskiego (ur. 1901)
  - Pleun van Leenen, holenderski lekkoatleta, długodystansowiec (ur. 1901)
  - Daniel Sundén-Cullberg, szwedzki żeglarz sportowy (ur. 1907)
- 1983:
  - Georges Bidault, francuski polityk, premier Francji (ur. 1899)
  - Louis de Funès, francuski aktor komediowy pochodzenia hiszpańskiego (ur. 1914)
  - Witold Kalicki, polski malarz, grafik (ur. 1915)
  - Higinio Morínigo, paragwajski generał, polityk, prezydent Paragwaju (ur. 1897)
  - Vilém Vrabec, czeski kucharz, autor książek kucharskich, pedagog (ur. 1901)
  - Ruth Weyher, niemiecka aktorka, producentka filmowa (ur. 1901)
- 1984:
  - Mohamed Ahmed, komoryjski polityk (ur. 1917)
  - Franciszek Wójcik, polski malarz (ur. 1903)
- 1985:
  - Willem Cobben, holenderski duchowny katolicki, sercanin, pierwszy biskup ordynariusz helsiński (ur. 1897)
  - Tadeusz Juśkiewicz, polski polityk, poseł na Sejm PRL (ur. 1939)
- 1986:
  - Dimitrios Ewrijenis, grecki prawnik, wykładowca akademicki, polityk (ur. 1925)
  - Karl Köther, niemiecki kolarz torowy (ur. 1905)
  - Lilli Palmer, niemiecka aktorka (ur. 1914)
  - Michal Vičan, słowacki piłkarz, trener (ur. 1925)
- 1987:
  - Allan V. Cox, amerykański geolog, wykładowca akademicki (ur. 1926)
  - Allison Danzig, amerykański dziennikarz sportowy (ur. 1898)
  - Norman McLaren, kanadyjski reżyser filmów animowanych (ur. 1914)
  - Clara Thalmann, szwajcarska anarchistka (ur. 1908)
- 1988:
  - Krista Bendová, słowacka pisarka, poetka, redaktorka (ur. 1923)
  - Kemal Faruki, turecki piłkarz (ur. 1910)
  - Zbigniew Strzelecki, polski geolog, inżynier, górnik, wykładowca akademicki (ur. 1922)
- 1989:
  - Willibald Kreß, niemiecki piłkarz, bramkarz, trener (ur. 1906)
  - Thomas Sopwith, brytyjski pionier lotnictwa, żeglarz (ur. 1888)
- 1990 – Travis Webb, amerykański kierowca wyścigowy (ur. 1910)
- 1991:
  - Marian Domagała, polski porucznik pilot (ur. 1909)
  - Miroslav Válek, słowacki publicysta, poeta, tłumacz, działacz komunistyczny (ur. 1927)
  - Leif Wikström, szwedzki żeglarz sportowy (ur. 1918)
- 1992:
  - Herbert Andrewartha, australijski entomolog, ekolog, wykładowca akademicki (ur. 1907)
  - Pekka Mellavuo, fiński zapaśnik (ur. 1913)
  - Jan Tryba, polski matematyk, wykładowca akademicki (ur. 1957)
- 1993:
  - Srđan Aleksić, serbski aktor, żołnierz (ur. 1966)
  - André the Giant, francuski wrestler, aktor pochodzenia bułgarsko-polskiego (ur. 1946)
- 1994:
  - Claude Akins, amerykański aktor (ur. 1926)
  - Alain Daniélou, francuski etnomuzykolog, wykładowca akademicki (ur. 1907)
  - Kazimierz Pfaffenhoffen-Chłędowski, polski porucznik rezerwy artylerii (ur. 1904)
- 1995:
  - Tadeusz K. Niebrój, polski okulista, wykładowca akademicki (ur. 1930)
  - Michał Skrodzki, polski agrotechnik, wykładowca akademicki (ur. 1920)
  - Jan Walter, polski duchowny luterański, senior diecezji warszawskiej (ur. 1934)
- 1996 – Olga Havlová, czechosłowacka i czeska pierwsza dama (ur. 1933)
- 1997 – Aleksandr Zarchi, rosyjski reżyser filmowy (ur. 1908)
- 1999:
  - Gonzalo Torrente Ballester, hiszpański pisarz, krytyk literacki, wykładowca akademicki (ur. 1910)
  - Jerzy Turowicz, polski dziennikarz, publicysta (ur. 1912)
- 2000:
  - Mae Faggs, amerykańska lekkoatletka, sprinterka (ur. 1932)
  - Krzysztof Glass, polski poeta, malarz, grafik, publicysta (ur. 1944)
  - Matateu, portugalski piłkarz pochodzenia mozambickiego (ur. 1927)
  - Jerzy Potz, polski hokeista, trener (ur. 1953)
- 2001 – Pedro Carrasco, hiszpański bokser (ur. 1943)
- 2002 – Jelena Gorczakowa, rosyjska lekkoatletka, oszczepniczka (ur. 1933)
- 2003 – Henryk Jabłoński, polski historyk, polityk, minister oświaty i szkolnictwa wyższego, przewodniczący Rady Państwa (ur. 1909)
- 2004:
  - Kostas Birulis, litewski inżynier, polityk (ur. 1925)
  - Jerzy Feldman, polski malarz (ur. 1927)
  - Jadran Ferluga, słoweński historyk, bizantynolog (ur. 1920)
- 2005:
  - Paweł Berger, polski klawiszowiec, kompozytor, członek zespołu Dżem (ur. 1950)
  - George Coleman, brytyjski lekkoatleta, chodziarz (ur. 1916)
  - Fauzijja, egipska księżniczka (ur. 1940)
  - Zbigniew Walenty Kalina, polski internista, wykładowca akademicki (ur. 1935)
  - Feliks Wojtkun, polski specjalista materiałoznawstwa, obróbki cieplnej i odlewnictwa, wykładowca akademicki, działacz państwowy (ur. 1940)
- 2006:
  - Phyllis King, brytyjska tenisistka (ur. 1905)
  - Johannes Rau, niemiecki polityk, prezydent Niemiec (ur. 1931)
- 2007:
  - Marcheline Bertrand, amerykańska aktorka (ur. 1950)
  - Paul Channon, brytyjski polityk (ur. 1935)
  - Jelena Romanowa, rosyjska lekkoatletka, biegaczka długodystansowa (ur. 1963)
- 2008:
  - Gordon B. Hinckley, amerykański duchowny Kościoła Jezusa Chrystusa Świętych w Dniach Ostatnich (ur. 1910)
  - Christian Ilmoni, fiński żeglarz sportowy (ur. 1918)
  - Bengt Lindskog, szwedzki piłkarz (ur. 1933)
  - Suharto, indonezyjski wojskowy, polityk, prezydent Indonezji (ur. 1921)
- 2009:
  - Holmfrid Olsson, szwedzki biathlonista (ur. 1943)
  - Billy Powell, amerykański klawiszowiec, członek zespołu Lynyrd Skynyrd (ur. 1952)
  - John Updike, amerykański prozaik, poeta (ur. 1932)
  - Ramaswamy Venkataraman, indyjski polityk, prezydent Indii (ur. 1910)
- 2010:
  - Adi Funk, austriacki żużlowiec (ur. 1951)
  - Marian Grześczak, polski prozaik, poeta (ur. 1934)
  - Adam Markiewicz, polski kompozytor (ur. 1920)
  - Stanisław Michalik, polski aktor (ur. 1927)
  - Zelda Rubinstein, amerykańska aktorka (ur. 1933)
  - J.D. Salinger, amerykański pisarz (ur. 1919)
- 2011:
  - Jan Baszkiewicz, polski prawnik, historyk, politolog, wykładowca akademicki (ur. 1930)
  - Charlie Callas, amerykański aktor, komik (ur. 1924)
- 2012:
  - Bogusława Pietkiewicz, polska skoczkini do wody (ur. 1944)
  - István Rózsavölgyi, węgierski lekkoatleta, średniodystansowiec (ur. 1929)
  - Kazimierz Smoleń, polski prawnik, główny twórca i dyrektor Państwowego Muzeum Auschwitz-Birkenau w Oświęcimiu (ur. 1920)
- 2013:
  - Róbert Barna, węgierski kulturysta (ur. 1974)
  - Aleksander Bednarz, polski aktor, reżyser teatralny (ur. 1941)
  - Iwan Bodiul, mołdawski polityk (ur. 1918)
  - Bernard Dhéran, francuski aktor (ur. 1926)
- 2014:
  - Ichirō Nagai, japoński aktor (ur. 1931)
  - Pete Seeger, amerykański piosenkarz (ur. 1919)
  - Stepan Chapman, pisarz fantastyki (ur. 1951)
- 2015:
  - Wilfred Agbonavbare, nigeryjski piłkarz, bramkarz (ur. 1966)
  - Henk Faanhof, holenderski kolarz szosowy (ur. 1922)
  - Charles Townes, amerykański fizyk, laureat Nagrody Nobla (ur. 1915)
  - Daniel de Tramecourt, polski malarz, grafik, rzeźbiarz, rysownik (ur. 1950)
- 2016:
  - Gieorgij Firticz, rosyjski kompozytor (ur. 1938)
  - Tamara Karasiowa, rosyjska aktorka (ur. 1922)
  - Paulis Kļaviņš, łotewski duchowny i teolog protestancki, polityk (ur. 1928)
  - Axel Schandorff, duński kolarz torowy (ur. 1925)
  - Jewgienij Smirnow, ukraiński aktor (ur. 1947)
- 2017:
  - Walerij Bołotow, rosyjski dowódca wojskowy (ur. 1970)
  - Zbigniew Galor, polski socjolog, esperantysta, publicysta (ur. 1952)
  - Emmanuelle Riva, francuska aktorka (ur. 1927)
  - Charles Shackleford, amerykański koszykarz (ur. 1966)
  - Billy Simpson, północnoirlandzki piłkarz (ur. 1929)
- 2018:
  - Niki Bettendorf, luksemburski polityk, burmistrz Bertrange (ur. 1936)
  - Royal Galipeau, kanadyjski polityk (ur. 1947)
  - Ingvar Kamprad, szwedzki przedsiębiorca, założyciel firmy IKEA (ur. 1926)
  - Göran Nicklasson, szwedzki piłkarz (ur. 1942)
  - Maryo de los Reyes, filipiński reżyser filmowy (ur. 1952)
  - Jerry Sneva, amerykański kierowca wyścigowy (ur. 1949)
- 2019:
  - Nina Fiodorowa, rosyjska biegaczka narciarska (ur. 1947)
  - Maria Góral, polska aktorka (ur. 1945)
  - Iwan Hrincow, ukraiński polityk (ur. 1935)
  - Antoni Zambrowski, polski dziennikarz, publicysta, działacz opozycji antykomunistycznej (ur. 1934)
- 2020:
  - Edvardas Gudavičius, litewski historyk (ur. 1929)
  - Czesław Jaroszyński, polski aktor, poeta (ur. 1931)
  - Jan Maruszewski, polski żołnierz, uczestnik powstania warszawskiego (ur. 1926)
  - Tamara Sorbian, polska reżyserka, scenarzystka i producentka filmowa i dokumentalna, autorka filmów animowanych (ur. 1952)
  - Jiří Zahradník, czeski entomolog, fotograf, muzyk (ur. 1928)
- 2021:
  - Adrián Campos, hiszpański kierowca wyścigowy (ur. 1960)
  - José Luis Cruz, honduraski piłkarz (ur. 1952)
  - Helga Erny, niemiecka lekkoatletka, sprinterka (ur. 1931)
  - Aleksandra Kubiak, polska siatkarka (ur. 1930)
  - Mehrdad Minawand, irański piłkarz (ur. 1975)
- 2022:
  - Barbara Falkowska, polska artystka plastyk, twórczyni tkaniny artystycznej (ur. 1931)
  - Nedjeljko Mihanović, serbski literaturoznawca, pisarz, polityk, minister edukacji, przewodniczący Zgromadzenia Chorwackiego (ur. 1930)
  - Jadwiga Podmostko, polska dziennikarka (ur. 1942)
  - Ri Yong Mu, północnokoreański dowódca wojskowy, polityk (ur. 1925)
  - Charanjit Singh, indyjski hokeista na trawie (ur. 1931)
  - Jacek Smagowicz, polski działacz opozycji antykomunistycznej (ur. 1943)
- 2023:
  - Pietro Forquet, włoski brydżysta (ur. 1925)
  - Aleksander Krawczuk, polski historyk starożytności, wykładowca akademicki, eseista, polityk, minister kultury i sztuki, poseł na Sejm RP (ur. 1922)
  - Michaił Mustygin, rosyjski piłkarz, trener (ur. 1937)
  - Wojciech Narębski, polski geolog, żołnierz AK (ur. 1925)
  - Sylvia Syms, brytyjska aktorka (ur. 1934)
  - Zbigniew Wróblewski, polski gitarzysta metalowy, członek zespołu Vader (ur. 1962)
- 2024 – Henryk Pytel, polski hokeista, trener (ur. 1955)
- 2025:
  - Guy Delhasse, belgijski piłkarz (ur. 1933)
  - Maciej Petruczenko, polski dziennikarz sportowy (ur. 1946)
  - Baldur Preiml, austriacki skoczek narciarski, trener, działacz sportowy (ur. 1939)